# Алерія (Halo)
«Алерія» (Aleria) — п'ятий епізод другого сезону американського воєнного науково-фантастичного серіалу «Halo». Епізод написав Отто Батерст, сценарист — Безіл Лі Креймендал. Перший показ відбувся 29 лютого 2024 року.

## Зміст
Джон починає приходити до тями, поки Сорен і Різ відбиваються від сил Ковенанту. «Срібна» команда стикається з вождем брутів, Кван Ха та Лаера прибувають на допомогу. Різ зазнає важкого поранення, виносячи тіло Ваннака. Джон пригадує як раніше пообіцяв Парангоскі, що зробить щось для Кортани в обмін на порятунок свого життя.
На кораблі Ковенанту Макі та Арбітр намагаються дізнатися, що сталося з каменем Мадригала. Макі тим часом розчаровується в Пророках, які продовжують війну замість шукати свого головну мету — Гало. Вона намагається залучити Кортану та Вар Гатаная на свій бік, щоб полетіти на пошуки Гало самотужки. Хоча Кортана спочатку відмовляється, вона показує Вар Гатанаю видіння Гало, бачене Джоном.
Джон прокидається через два дні і дізнається Голзі, що Рубіж практично повністю загинув. Голзі, Різ, Сорен, Лаера, Кван і Джон прибувають на планету Алерія. Це покинута шахтарська планета, куди, ймовірно, було відправлено сина Сорена. Різ вдається вижити після операції, але тепер вона далеко не в бойовій формі. Різ вирішує залишитися там, щоб знайти нормальне життя. Сорен і Лаера шукають Кесслера та нібито знаходять, але це виявляється інший хлопчик. Справжнього Кесслера забрали ККОН (Космічне Командування Об'єднаних Націй).
Кван вирішує поховати тіло Ваннака, але під тиском місцевих жителів спалює його за звичаєм Алерії. Джон клянеться вистежити Парангоскі та Акерсона, ігноруючи прохання Голзі зосередився на пошуку Гало. Кван має видіння шаманки зі Святилища, яка наказує пам'ятати про її батьківщину та попереджає, що «монстр» з дитячих страхів Кван наближається.
Кай успішно евакуювалася на планету Онікс, де очолює загін нового покоління «Спартанців».

## Сприйняття та відгуки
Станом на травень 2025 року на сайті «IMDb» серія отримала 6,8 бала підтримки з можливих 10 при 2996 голосах користувачів.
Бредлі Рассел для «GamesRadar+» проставив епізоду 4 зірки з 5 й писав: "Стільки всього заважає епізоду «Halo» «Алерія», що я майже очікував його провалу. Але цього не сталося. Висока планка, встановлена минулим тижнем, є очевидною тінню, що нависає над продовженням, тоді як 60-хвилинний час у серіалі, який часто зосереджує свою увагу не на тих місцях, змушував боятися найгіршого. На щастя, «Halo» перевершив мої очікування, забезпечивши годину, сповнену горя, яка направила кількох основних гравців на новий шлях. Водночас покращивши деякі з найбільш суперечливих — і відверто поганих — елементів серіалу."
В огляді «Screen Rant» Кейт Бове зазначав: «Після того, як ми дізналися справжню причину спартанської програми Голзі, суперсолдати змінилися. Втрата Рубежа ще більше посилює цю внутрішню боротьбу. Проте, зображення птахів у „Halo“ уособлюють прагнення спартанців до свободи. Свободи, яка просто недосяжна.»
Леон Міллер для «The Escapist» зазначав: «„Алерія“ визначає подальші події на три епізоди, що залишилися у другому сезоні „Halo“».
Оглядач «IGN» Гайден Мерс писав: «На щастя чи на жаль, другий сезон „Halo“ ще більше закріплює за серіалом „Paramount+“ статус окремого творіння, відмінного від мегапопулярних ігор, які його надихнули. Однак він так і не досягає тих високих цілей, які були поставлені перед ним. Адаптація пережила творчі потрясіння, помірковану критику та потік скарг фанатів. Але залишається одне непереборне завдання: як це змусить нас перейматися? Поки що ніяк. Так, вражаюче передані зображення „Halo“ та ретельно поставлені дії є життєво важливими переходами від незграбної динаміки та важкої політиканської гри, що переповнюють його історію. Але важко ігнорувати, наскільки все це здається „плоским“.»
Кофі Аутлав для «ComicBook.com» в огляді зазначено: «Те, що ми отримали, можна назвати одним із найзбалансованіших епізодів цього сезону „Halo“. Це — поєднання захопливих бойових дій, моторошної драми та безлічі подій, пов'язаних із розвитком сюжетних арок персонажів. У цьому епізоді було багато чого цікавого».

## Знімались
| Актор               | Роль                 |
| ------------------- | -------------------- |
| Пабло Шрайбер       | Чіф                  |
| Наташа Мак-Елгон    | Кетрін Голзі         |
| Джозеф Морган       | Джеймс Акерсон       |
| Шабана Азмі         | адміралка Парангоскі |
| Крістіна Беннінгтон | Кортана              |
| Наташа Кулзак       | Різ-028              |
| Олів Грей           | Міранда Кейс         |
| Єрін Ха             | Кван                 |
| Бентлі Калу         | Ваннак-134           |
| Кейт Кеннеді        | Кей-125              |
| Чарлі Мерфі         | Макі; Благословенна  |
| Фіона О'Шонессі     | Лаера                |
| Крістіна Родло      | Талія Перес          |
| Денні Сапані        | Джейкоб Кейєс        |
| Джен Тейлор         | Кортана (голос)      |
| Віктор Окерблом     | Арбітр               |
| Тайлан Бейлі        | Кеслер               |
| Бокім Вудбайн       | Сорен-066            |